# Mallory Jansen
Pour les articles homonymes, voir Jansen.
Mallory Jansen, née le  18 juin 1989 à Melbourne dans l'État de Victoria en Australie, est une actrice australienne.

## Biographie

### Carrière
Mallory Jansen a été formée au Stella Adler Studio of Acting de New York, elle retourne ensuite en Australie où elle décroche quelques rôles dans des mini-séries.
Elle obtient des rôles récurrents dans les séries Baby Daddy, Young and Hungry, Galavant et Marvel : Les Agents du SHIELD.

## Filmographie

### Cinéma
- 2013 : Half Way : Syd
- 2020 : Les 12 rendez-vous de Noël : Jennifer Holloway
- 2025 : R. U. R. d'Alex Proyas : Helena

### Télévision

#### Séries télévisées
- 2012 : Howzat! Kerry Packer's War : Sharon
- 2013 : Mr & Mrs Murder : Rachel Glass
- 2013 : Twentysomething : Kelly
- 2014 : INXS: Never Tear Us Apart : Helena Christensen
- 2014 : Baby Daddy : Georgie Farlow
- 2014 : Young and Hungry : Caroline Penelope Huntington
- 2015-2016 : Galavant : Madalena
- 2016-2017 : Marvel : Les Agents du SHIELD : AIDA/Madame Hydra/Agnes Kitsworth
- 2017 : American Housewife : Nina
- 2018 : This Is Us : Emma Wade
- 2018 : Shooter : Margo
- 2021- : The Big Leap (en) : Monica Suillvan

#### Téléfilms
- 2020 : Les 12 rendez-vous de Noël (On the 12th Date of Christmas) de Gary Yates : Jennifer Holloway
- 2021 : Her Pen Pal de Clare Niederpruem : Victoria